# Pterygota excelsa
Pterygota excelsa là một loài thực vật có hoa trong họ Cẩm quỳ. Loài này được (Standl. & L.O. Williams) Kosterm. miêu tả khoa học đầu tiên năm 1961.